# 赤い砂漠の伝説
「赤い砂漠の伝説」（あかいさばくのでんせつ）は、島谷ひとみの10枚目のシングル（CCCD）。2003年2月26日にavex traxよりリリースされた。

## 解説
表題曲はアラビアンな世界観の、スピード感ある一曲。ある国の姫が旅人と一夜の恋に落ちるが、父王はそれを許さず姫を幽閉してしまう。悲嘆にくれながら恋心を募らせる姫はやがて、「ワディラム」という砂漠が星の下で真紅に輝く夜は、恋人への想いが相手に届き恋が成就するという言い伝えを知る… という架空のお伽噺をモチーフにしている。また歌詞に「あなたをこんなに愛してる」「あなたのいない世界なんてありえない」という外国語をちりばめ、ロマンチックなイメージを膨らませている。メロディは広瀬香美らしくキャッチーで難曲だが、島谷はしっかりと力強く歌いこなしている。アルバム『GATE〜scena III〜』収録の「月影のエデンへ」はこの歌の続編である。
「夜」な感じのミュージックビデオも曲の世界観に合わせて衣装などが用意され、厳寒のなか撮影された。また島谷はソフトリーゼントのようなエッジの効いたヘアスタイルで、従来の「笑顔の歌のお姉さん」というイメージを覆す演出に挑戦している。日本テレビ系音楽番組『FUN』のタイアップ曲を集めたコンピレーション・アルバム『FUN FUN'S RECOMMEND 〜MUSIC & VISUAL Selection〜』の同梱DVDには、FUNオリジナルバージョンのミュージックビデオが収録されている。

## 収録曲
1. 赤い砂漠の伝説
作詞：小幡英之／作曲：広瀬香美／編曲：田辺恵二
日本テレビ『FUN』FUN'S RECOMMEND #027
2. ilusion 〜イルシオン〜
作詞：kenko-p／作曲：原一博／編曲：田辺恵二
3. パピヨン 〜papillon〜（ヴォイス・ハーモニー・ヴァージョン）
作詞・作曲：Janet Jackson, James Haris III, Terry Lewis／日本語詞：康珍化／編曲：SMOOTH ACE
4. 赤い砂漠の伝説 (Instrumental)
5. ilusion〜イルシオン〜 (Instrumental)